# El tercer ojo
El tercer ojo es un libro publicado originalmente por Secker & Warburg en noviembre de 1956. Originalmente se afirmó que el libro había sido escrito por un monje tibetano llamado Lobsang Rampa. Investigaciones posteriores descubrieron  que el autor era en realidad un hombre británico llamado Cyril Henry Hoskin (1910-1981), hijo de un plomero, quién afirmaba que su cuerpo había sido ocupado por el espíritu de un monje tibetano llamado Tuesday Lobsang Rampa. El libro se considera una farsa o engaño.

## Trama
La historia de "El tercer ojo" comienza en el Tíbet durante el reinado del decimotercer Dalái lama. En ella, Tuesday Lobsang Rampa, hijo de un aristócrata de Lhasa, inicia sus estudios teológicos y pronto es reconocido por sus prodigiosas habilidades. Al entrar en la adolescencia, el joven Rampa emprende hazañas cada vez más desafiantes hasta que se le reconoce como un activo crucial para el futuro de un Tíbet independiente.
Los lamas del Tíbet habían predicho un futuro en el que China intentaría reafirmar su autoridad, y se opera a Rampa para ayudarlo a preservar su país. Para ello se perfora un tercer ojo en su frente, lo que le permite ver las auras humanas y determinar las motivaciones ocultas de las personas. Con su tercer ojo, Rampa puede servir como ayudante en la corte del Dalái lama y espiar a los visitantes de la corte mientras son recibidos. Los visitantes a los que espía Rampa incluyen al erudito Sir Charles Alfred Bell, considerado por Rampa como ingenuo pero benevolente. En contraste, Rampa y otros están seguros de que los visitantes chinos son nefastos y pronto intentarán llevar a cabo la conquista y la destrucción al Tíbet. Por lo que el Tíbet debe prepararse para una invasión.
Durante la historia, Rampa se encuentra con yetis, y al final del libro se encuentra con un cuerpo momificado que era él mismo en una encarnación anterior. También participa en una ceremonia de iniciación en la que se entera de que durante su historia temprana el planeta Tierra fue golpeado por otro planeta, lo que habría provocado que el Tíbet se convirtiera en el reino montañoso que es hoy.
La popularidad del libro llevó a dos secuelas, El doctor de Lhasa y La historia de Rampa, y Cyril Henry Hoskin escribió veinte libros en total bajo el pseudónimo "Lobsang Rampa".

## Controversias
Aunque el autor afirma que es una auténtica autobiografía de la educación de Rampa como monje nacido en el Tíbet, el énfasis del libro en lo oculto hizo que los eruditos dudaran de sus orígenes. El libro incluye una descripción de una operación quirúrgica similar a la trepanación en la que se perfora un tercer ojo en la frente de Rampa, supuestamente para mejorar sus poderes psíquicos. Después de que el libro se convirtió en un éxito de ventas, vendiendo 500.000 copias en sus primeros dos años, Heinrich Harrer, explorador y tibetólogo, contrató al detective privado Clifford Burgess para investigar los antecedentes del autor.
En febrero de 1958 se publicaron los resultados de la investigación en el Daily Mail. El autor del libro resultó ser un hombre llamado Cyril Henry Hoskin, que venía de Plympton en Devon, Inglaterra, y era hijo de un plomero. Hoskin nunca había estado en el Tíbet y no hablaba tibetano. Cuando fue entrevistado por la prensa británica, Hoskin (que había cambiado legalmente su nombre a Carl Kuon So en 1948) admitió ser el autor del libro. Posteriormente, en su libro de 1960 "The Rampa Story", afirmó que el espíritu del monje tibetano había tomado posesión de su cuerpo después de caerse de un manzano en el jardín de su casa. Hoskin siempre sostuvo que sus libros eran historias reales y negó cualquier sugerencia de engaño.

## Respuestas y reacciones
Aunque los detractores consideran el libro como un mito creado por el propio Cyril Hoskin, El tercer ojo y sus secuelas siguen siendo las publicaciones más populares que afirman representar la vida en el Tíbet. El rechazo del libro por parte de los eruditos al considerarlo una construcción falsa, no socavó su popularidad, a pesar de la falta de registros de que Rampa haya vivido alguna vez y su descripción de eventos que no se encuentran en la literatura estándar que describe la vida en un monasterio tibetano. Escribiendo en The Observer en mayo de 2020, David Bramwell señaló: "La historia no debería juzgar a Rampa, quien murió en 1981, con demasiada dureza. Muchos tibetólogos destacados admiten que él los inició en sus caminos, y el Dalai Lama ha reconocido el papel de Rampa en llamar la atención sobre la difícil situación de su país."
Gordon Stein en Encyclopedia of Hoaxes (1993) ha escrito:

Cuando los eruditos tibetanos examinaron "El tercer ojo", detectaron una serie de errores obvios. Por ejemplo, las tierras altas tibetanas no están a 24.000 pies de altitud, sino a 14.000 pies ... También su afirmación de que los aprendices deben memorizar cada página del "Kan-gyur" (o "Bkah Hygur") para pasar una prueba es falsa. Este libro de Sutras budistas no solo no se memoriza, ni siquiera los aprendices lo leen.